# Kékauménos
Kékauménos (Κεκαυμένος) est un aristocrate byzantin auteur en 1075-1078 des Conseils et récits d'un gentilhomme byzantin aussi connu sous le titre erroné de Stratégikon. L’homme n’a, sans doute, jamais été une figure importante et, à l’exception de son livre, aucune autre trace ne permet de témoigner de son existence. Pourtant, pour les byzantinistes, son ouvrage constitue une source unique pour appréhender l’univers byzantin du XIe siècle comme viennent le corroborer les nombreuses traductions de celles-ci en langue moderne. L’intérêt du livre tient dans le fait que, contrairement à la grande majorité des documents et œuvres littéraires de l’époque, il est dénué des conventions et obligations rhétoriques qui caractérisent les productions savantes dans la culture byzantine. Ainsi, au lieu de présenter une image policée de l’univers byzantin bien loin de la réalité, Kékauménos nous offre à travers Conseils et récits d'un gentilhomme byzantin une représentation beaucoup plus fidèle.

## Vie et famille
La recherche de l’identité exacte de Kékauménos a mobilisé le travail de plusieurs historiens notamment à savoir s’il pouvait ou non être associé au commandant contemporain de son époque Katakalon Kekaumenos (hypothèse qui est aujourd’hui infirmée). Dans les faits, les seules traces qui nous restent de Kékauménos sont les quelques références à sa vie personnelle et familiale qui parsèment son texte où il ne parle que très peu de lui-même. En effet, puisque la première partie du livre est absente du manuscrit même son nom est perdu. L’utilisation de Kékauménos est déduite du fait qu’il était le nom de son père et de son grand-père.
Seuls trois éléments quant à sa vie personnelle sont explicitées : il a participé à la campagne militaire contre l’insurrection valaque de Pierre Deleanu en 1041, l’année suivante il a assisté à la chute de l’empereur Michel V et, finalement, il a été à la tête du thème de l’Hellade. Malgré ces informations parcellaires, aujourd’hui, les historiens sont en mesure d’identifier son milieu social, ses relations familiales et ses liens au pouvoir ce qui permet de tracer les contours du personnage sans toutefois connaître avec exactitude son identité. Ainsi, a ce peu d’informations biographique, les spécialistes ont, par le biais d’une analyse plus profonde de son écrit, affiné un peu plus l’image que nous avons de lui. En raison d’un style d’écriture simple, Kékauménos fut longtemps considéré comme un exemple de mentalité provinciale et même d’être un esprit plutôt simple voir rustre. Cependant, des études plus attentives de son texte ont permis de déterminer avec une certaine précision son degré d’éducation et de conclure qu'il avait terminé le premier stage de la progymnasmata, l’entrainement de base pour l’étude de la rhétorique. Ainsi, bien qu’il n’ait pas parachevé le curriculum complet de l’entrainement rhétorique, il possède le langage et les techniques d’une littérature dite utile. De plus, il apparaît qu’il a lu la Bible, quelques livres d’histoire, des traités d’art militaire, des collections de sentences et quelques discours des Pères de l’Église. Ce bagage intellectuel laisse à penser qu’il n’était ni un inculte ni un homme particulièrement cultivé, il se situait au moins dans la moyenne des gens qui savaient lire à Byzance.
En ce qui a trait à son milieu social, Kékauménos, selon toute vraisemblance, descendrait d’une famille aristocratique géorgienne ou arménienne qui quelques générations avant sa naissance immigre à Constantinople et aurait pris place dans la haute société byzantine à l’instar de plusieurs autres familles de ce type.
Le plus ancien des aïeux auquel Kékauménos fait référence dans son texte fut le toparque, c’est-à-dire le chef d’un territoire indépendant hors des frontières de Byzance, de la ville de Tobion qui correspondrait à la ville de Dvin en Arménie. Certains historiens font l’hypothèse que cet ancêtre était l’arrière grand-père de Kékauménos qui passa du côté byzantin et épousa la fille d’une importante famille, en l’occurrence les Kékauménos. De cette alliance, naquis le grand-père du côté paternel de Kékauménos qui aurait fait une grande carrière dans l’Empire byzantin occupant le poste de stratège de l’Hellade (la Grèce actuelle) et résidait à Larissa en Thessalie dans le dernier quart du Xe siècle. Du côté maternel, le grand-père de Kékauménos, un certain Démétrius Polémarchios, aurait pris aux Byzantins la ville de Sérvia, dans un territoire qui autour de l’an 1000 était disputé entre l'Empire byzantin et le Royaume bulgaro-valaque. Une fois la paix revenue, l’empereur byzantin, Basile II  aurait donné à ce Démétrius la dignité de patrice et la charge de mystikos. Le père de Kékauménos aurait été lié par alliance à une grande famille valaque de Thessalie, les Nicoulitsã. Il fut un homme riche, mais après avoir occupé la charge de percepteur d’impôts finit sa vie dans la pauvreté. En ce qui concerne la descendance de l’auteur, elle reste elle aussi très mystérieuse. Néanmoins, ils semblent avoir eu des fils puisqu’ils adressent ses conseils à ceux-ci.

## Conseils et récits d’un gentilhomme byzantin
Conseils et récits d’un gentilhomme byzantin, à l’instar de son auteur Kékauménos, revêt une grande part de mystère. L'année exacte de sa composition est inconnue. Les historiens, à la lecture du manuscrit, estiment cependant que le livre aurait été écrit à la fin du XIe siècle, période pour le moins mouvementé dans l’histoire byzantine, entre 1075 et 1078. En effet, le plus vieil événement rapporté dans le texte est la mort du patriarche Jean Xiphilin en août 1075 et il semblerait qu’au moment de l’écriture l’empereur Michel VII soit encore au pouvoir lui qui abdique en 1078.

### Contenu et structure
Le contenu du manuscrit de Kékauménos est ce qui a fait de cet aristocrate byzantin un personnage de premier plan dans l’étude de la civilisation byzantine. Le texte est entièrement fait de compilations de conseils pour des hommes qui se trouvent confrontés à une variété de différentes situations. Le livre, bien que cela ne soit pas le cas dans le manuscrit, est divisé en sept parties de tailles inégales.
La première partie traite de la vie politique et sociale. Dans la deuxième section, Kékauménos fait part de ses conseils à l’intention des commandants de l’armée. Cette partie du texte de Kékauménos fut longtemps considérée comme la plus importante, elle comprend un peu moins du tiers du livre, et, au début, donna même son nom (Stratégikon) à l’ensemble de l'ouvrage. La troisième section est consacrée à la vie domestique, c’est-à-dire de la manière de bien gérer ses biens et aux bons comportements à adopter lorsqu’on exerce une fonction publique. Dans la quatrième partie, l’auteur fait valoir les effets d’une révolte contre l’empereur et conclut par l’importance d’être fidèle envers celui-ci. Dans la cinquième partie, il s’adresse aux toparques et les pousses à garder leur souveraineté. Par la suite, dans une courte et étrange sixième partie, le texte porte « Sur les satyres, les dragons et le tonnerre ». Finalement, la dernière section comporte une série de conseils adressés à l’empereur lui-même.
Le texte de Kékauménos prend la forme d’une série de conseils dont la pertinence est mise de l’avant par des exemples tirés en grande partie de sa propre expérience. Ces conseils prennent place dans un texte qui malgré l’absence de titre et sous-titre est très bien structuré. À cet égard, tous les traducteurs l’ont divisé en sept parties accompagnées de titres absents du manuscrit. Une telle opération fut possible puisque la structure du livre en elle-même le suggère. En effet, chaque section débute par une hypothèse ou une problématique quant à un rôle que le lecteur pourrait être amené à jouer dans la société byzantine.  Par exemple, la section II du manuscrit débute de la manière suivante : « Si tu es stratège et qu’une armée t’a été confiée […]  »
Chacune de ces sections sont divisées en sous-sections qui abordent différentes éventualités très concrètes que peut rencontrer une personne qui se trouve dans le rôle sur lequel la section s’intéresse. Dans le cas de la partie sur le rôle de stratège, Kékauménos aborde différents aspects que peuvent rencontrer un stratège par exemple qu’un ennemi vienne lui porter un cadeau, qu’il se trouve à commander une petite armée, etc. Dans le cadre de ces sous-sections, une même structure semble organiser la pensée de l’auteur. Ainsi une fois qu’une hypothèse est placée, il commence par un avertissement qui est suivi généralement par un exemple et qui se termine par une conclusion qui généralise l’enseignement. Finalement, à la fin d’une grande section, par exemple celle sur le rôle de stratège, une généralisation qui est normalement liée au reste de la section vient clore les conseils de l’auteur.
Cette structure relativement compliquée n’est pas unique dans les écrits byzantins, elle semble plutôt avoir été inspiré par la forme des traités de stratégies militaires qui avaient tendance à être organisé de la même manière.

### Style
Le style dans lequel Conseils et récits d’un gentilhomme byzantin est écrit se démarque par une clarté et une simplicité par rapport aux livres de cette même période. Cette simplicité, loin d’être l’apanage d’une personne inéduqué comme le pensaient certains historiens, marque plutôt le fait que ce n’est pas un spécialiste de l’écriture qui fut à l’origine du livre. Le travail est écrit dans un grec koine qui est plus proche du septante que de la tradition hellénistique. Quoi qu’il en soit le langage est utilisé de façon fluide et correcte.
Le style d’écriture reproduit aussi certains traits de traditions littéraires d’époque. Ainsi, bien que l’auteur s’adresse à de vraies personnes, ses fils en l’occurrence, il n’en demeure pas moins que le travail est fait pour toucher une plus large audience, cette méthode d’écriture est bien établie dans la tradition littéraire grecque.

### Les influences littéraires
Conseils et récits d’un gentilhomme byzantin est construit à partir de plusieurs sources écrites, ce qui a permis aux spécialistes de conclure d’un certain degré d’érudition de l’auteur. On peut dénombrer les traces de cinq grandes catégories de types de sources écrites utilisées par Kékauménos, soit les sources documentaires, les Florilegia, les textes militaires, les textes religieux et les textes historiques.
Sources documentaires : À la lecture du texte de Kékauménos, il apparaît que celui-ci a utilisé certaines de ses archives familiales telle que le compte rendu des aventures de Kikoulitzas Delphinas en 1066-67. Celui-ci, selon le texte, aurait été envoyé au père de Kékauménos. Cependant, il se peut aussi que ce soit tout simplement un compte rendu privé sur une affaire publique qui circulait en abondance dans la Byzance du XIe siècle. Kékauménos aurait aussi consulté des documents officiels appartenant à sa famille telle qu’une lettre de Basil II à son grand-père. D’autres documents ont peut-être été utilisés pour la rédaction du livre, mais, rien dans le texte ne permet de l’affirmer.
Florilegia : Un florilegia est une collection de pensées sages ou utiles, les gnomai, d’auteurs anciens. Ces textes sont très importants dans l’éducation rhétorique de base, soit celle de la chreia et le gnome. Dans ces exercices, l’étudiant doit reprendre une des pensées du florilegia et l’intégrer dans son texte. La majorité des citations et références qu’utilisent Kékauménos qui ont pu être identifiés se trouvent dans les florilegia. De plus, les choix de sujets et l’organisation du texte sont eux aussi fortement imprégnés par l’influence de ces collections de pensées sages. Indubitablement, Kékauménos avait accès à un tel type de sources et s’en est servi abondamment dans la rédaction de son ouvrage.
Traité d’art militaire : L’influence des traités d’art militaire est certainement très grande dans le travail de Kékauménos. Par exemple, l’utilisation d’un langage pratique pour ses Conseils et récits est directement inspirée des manuels de guerre. Bien que Kékauménos reprend la forme des cette tradition littéraire, dans la seconde partie de son ouvrage, Stratigikon, qui ressemble le plus à un traité d’art militaire le souci de la description dont il fait preuve le différencie des auteurs de traités d’art militaire. Kékauménos ne répète pas non plus les conseils des auteurs stratégiques précédents en précisant qu’il n’a rien à y rajouter, il considère cependant, que son lecteur doit bien être au courant de ceux-ci.
Texte religieux : Le texte religieux comme catégorie littéraire aux XIe et XIIe siècles inclut une grande variété de sous-catégories, notamment, les textes bibliques, les textes liturgiques, le travail des pères de l'Église, les traités théologiques, les polémiques religieuses, les commentaires, hagiographie et les florilegia spirituelles. La majorité des courtes citations bibliques de Kékauménos semblent provenir des florilegia. Il recommande cependant, de lire la bible et les pères de l’Église tout en démontrant une bonne connaissance de ces écrits dans son texte.
Traité historique : À quelques reprises, Kékauménos fait référence à des événements de l’histoire romaine. Cette connaissance des temps anciens repose sur les écrits d’historiens byzantins dont il cite certains noms tels que Jean Xiphilinos, contemporain à son époque, ou encore Dio. En somme, il apparaît que Kékauménos avait une assez bonne connaissance des écrits historiques à son époque.

### Thèmes
Les conseils de Kékauménos abordent une série de sujets différents qui trouvent cependant une unité autour de l’idée de proposer une règle de conduite pour tirer son épingle du jeu dans la société byzantine.
Tout d’abord, il met de l’avant le fait de savoir tenir sa place. En effet, il défend l’ordre établi c’est-à-dire l’ordre impérial faisant valoir l’importance de ces trois piliers l’Église, la patrie et l’empereur. Dans ce régime, la place de tout un chacun est définie et hiérarchisée, pour Kékauménos il ne s’agit donc pas de remettre en question cet ordre, mais plutôt de s’y conformer le mieux possible.
Dans une certaine forme de continuité, un deuxième aspect qui ressort de ces conseils est l’importance de la dissimulation. En effet, il faut cacher son bien (Bios), son épouse et ses filles, la sincérité de sa foi et même ses sentiments. Cette dissimulation a pour effet de protéger contre toute possibilité d’être sujet à des attaques sur ces terrains et marque bien l'incertitude et l'instabilité qui caractérise la société byzantine en cette fin du XIe siècle.
En sommes, les tactiques proposées par Kékauménos pour tenir son rang, défendre et augmenter son patrimoine tendent vers un idéal d’autonomie qui permet de jouir d’une position de force dans la société byzantine. En ce sens, son livre peut être considéré comme un traité de théorie politique.

### Importance de l'œuvre
Mesurer la singularité du livre de Kékauménos par rapport aux autres sources de l’époque est difficile. D’un côté, la façon d’écrire est indubitablement particulière. En effet, à l’exception de quelques citations bibliques et de quelques autres références on n’y retrouve que très peu de passages copiés bien que cela soit une pratique courante dans la littérature byzantine. Ce phénomène ne traduit pourtant pas l’absence de connaissances de l’auteur puisque plusieurs passages font échos à d’autres ouvrages, il apparaît plutôt qu’il intègre la pensée des différents penseurs en ses propres mots. Cette façon de faire a comme effet de présenter l’opinion des intellectuels byzantins sans les ornements, la sophistication et les non dits caractéristiques de ceux-ci. Cette originalité dans la forme de l’écriture est cependant contrebalancée par son contenu qui reprend les idées traditionnelles de son époque. Ce phénomène fait en sorte qu’il exprime les idées d’intellectuels byzantins de façon beaucoup plus simple ce qui permet entre autres d’appréhender la manière dont ces idées étaient comprises par l’aristocratie du XIe siècle. Ce faisant, le livre apparaît comme une source particulièrement importante pour sonder les mentalités byzantines.

### Le manuscrit
Le texte de Kékauménos nous été transmis par la voie d’un unique manuscrit, une copie de l’original fait proche de Trébizonde, entre le XIVe et le XVe siècle. Celle-ci fut conservée dans le monastère Géorgien (Iviron) sur le Mont Athos jusqu’au XVIIe siècle avant d’être donnée, vers 1650, à la nouvelle bibliothèque du patriarcat à Moscou par Arsenii Sukhanov. En 1896, le texte connaît une première édition moderne par B. Wassiliewsky et V. Jernstedt à Saint-Pétersbourg.
Les conditions du manuscrit par lequel nous a été transmis le texte de Kékauménos laissent place à plusieurs interrogations. Tout d’abord, la première partie du texte d’une longueur inconnue est absente du manuscrit, donc perdu. Il n’y a donc aucune façon de connaitre la quantité de matériel disparu ni le but, la fonction et peut -être le sens de cet écrit ce qui influence nécessairement les commentaires qui peuvent être faits sur le livre et l’auteur. Ensuite, il apparaît que le manuscrit aurait fait l’objet de modifications d’au moins un scribe qui auraient divisé le texte en sections auxquels ont été ajoutés des numéros et des sous-titres, ainsi qu’une table des matières. Il faut donc assumer qu’au minimum, il y a eu un intermédiaire dans la transmission du texte et probablement plus qu’un. Ces éléments font en sorte qu’il existe une confusion dans l’ordre de présentation du travail. Cependant, il n’est pas nécessaire d’en déduire, comme l’on fait certains des premiers éditeurs, que le travail est le fruit de plusieurs auteurs, contrairement à ce que pensaient les premiers historiens qui se sont penchés sur le manuscrit. Finalement, pour ajouter aux difficultés d’interprétation de ce manuscrit, il se démarque par sa grande quantité d’erreurs qui ont fait l’objet de remarques dans plusieurs éditions. Il va sans dire que ces erreurs présentent de grands obstacles pour la traduction et l’édition du texte.

### Source
- Kékauménos. Conseils et récits d'un gentilhomme byzantin, traduit du grec et présenté par Paolo Odorico, Toulouse, Anacharsis, 2015  (ISBN 979-1092011173)

### Ouvrages généraux
- (en) Florin Curta, Southeastern Europe in the Middle Ages : 500-1250, Cambridge-New York, Cambridge University Press, coll. « Cambridge medieval textbooks », 2006, 496 p.
- (en) Jonathan Shepard (dir.), Cambridge History of the Byzantine Empire, Cambridge, Cambridge University Press, 2009, 1207 p.
- (en) Michael Angold, The Byzantine Empire, 1025-1204 : A political history, Londres, Longman, 1997, 374 p.

### Études sur Kékauménos
- Article « Kékauménos » dans (en) Alexander Kazhdan (dir.), Oxford Dictionary of Byzantium, New York et Oxford, Oxford University Press, 1991, 1re éd., 3 tom. (ISBN 978-0-19-504652-6 et 0-19-504652-8, LCCN 90023208), p. 1119.
- (en) Alexēs G. K. Savvidēs, The byzantine family of Kekaumenos (Cecaumenus) : (late 10th : early 12th century), Athènes, Diptycha, 1986, 27 p.
- (en) Charles Diehl (trad. Harold Bell), « The Wisdom of Cecaumenus », dans Byzantine Portraits, New York, A. Knopf, 1927, p. 326-338.
- (en) Charlotte Roueché, « The Literary Background of Kekaumenos », dans Literacy, Education and Manuscript Transmission in Byzantium and Beyond, Leiden-Boston-Köln, Brill, 2002, p. 111-138.
- (en) Charlotte Roueché, « Defining the Foreign in Kekaumenos », dans Strangers to Themselves : The Byzantine Outsider, Londres, Ashgate Variorum, 2000, p. 203-214.
- (en) Charlotte Roueché, « The rhetoric of Kekaumenos », dans Rhetoric in Byzantium, Londres, Routledge, 2003, p. 23-27.
- (en) Charlotte Roueché, « Byzantine Writers and Readers: Storytelling in the Eleventh Century. », dans The Greek Novel, AD1-1985, Londres, Croom Helm, 1986, p. 123-133.
- (en) Charlotte Roueché, « The place of Kekaumenos in the admonitory tradition », dans "L'éducation au gouvernement et à la vie": La tradition des "règles de vie" de l'Antiquité au Moyen-Âge, Actes du colloque internationale, Pise, 18 et 19 mars 2005, Paris, 2009, p. 129-144.
- (en) Charlotte Roueché, « Introduction to Kekaumenos », sur ancientwisdoms.ac.uk (consulté le 9 avril 2017)
- (en) Georgina Buckler, « Authorship of the Strategikon of Cecaumenus », Byzantinische Zeitschrift, vol. 36, no 1,‎ 1936, p. 7-26.
- (en) Georgina Buckler, « Writings Familiar to Cecaumenus », Byzantion, vol. 15,‎ 1940-1941, p. 133-144.
- Jean Darrouzès, « Kekaumenos et la mystique », Revue des études byzantines, vol. 22, no 1,‎ 1964, p. 282-284 (lire en ligne, consulté le 9 avril 2017)
- (en) Koichi Inoue, « A Provincial Aristocratic Gikos In Eleventh-Century Byzantium », Greek, Roman, and Byzantine Studies, vol. 30,‎ 1989, p. 545-569.
- Paolo Odorico, « Le bios de Kékauménos », dans Le saint, le moine et le paysan. Mélanges d'histoire byzantine offerts à Michel Kaplan, Paris, Publications de la Sorbonne, 2016, p. 537-550.
- Paul Lemerle, Prolégomènes à une édition critique et commentée des «Conseils et Récits» de Kékauménos : Mémoires de l'Académie Royale de Belgique. Classe des lettres et des sciences morales et politiques 54., Bruxelles, Palais des Académies, 1960, 119 p.